# گلن اسپرینگز (کارولینای جنوبی)
گلن اسپرینگز (به انگلیسی: Glenn Springs) یک منطقهٔ مسکونی در ایالات متحده آمریکا است که در شهرستان اسپارتانبرگ، کارولینای جنوبی واقع شده‌است.